# Panemeria obscura
Panemeria obscura là một loài bướm đêm trong họ Noctuidae.